# 852 TCN
852 TCN là một năm trong lịch La Mã.